# Yeni Adana Stadyumu
Das Yeni Adana Stadyumu (deutsch Neues Adana-Stadion) ist ein Fußballstadion im Stadtbezirk Sarıçam der türkischen Stadt Adana im Süden des Landes. Es ist die neue Heimspielstätte der beiden Fußballvereine Adanaspor und Adana Demirspor und löste das 5 Ocak Fatih Terim Stadı von 1938 ab. Die 2014 begonnene Errichtung der Anlage sollte 2016 abgeschlossen sein. Die Fertigstellung des Baus wurde nach sieben Jahren im Februar 2021 gemeldet.

## Geschichte
Der Bau ist Teil eines großen Bauprojektes, bei dem über 20 Stadien im ganzen Land errichtet werden sollen. Von 1980 bis zur Eröffnung des Atatürk-Olympiastadions 2002 wurde kein neues Stadion eröffnet. Nach dem fertiggestellten Türk Telekom Stadyumu (2011) und der Mersin Arena (2013) sollten weitere Neubauten mit 25.000 bis 40.000 Plätzen folgen. Für die Errichtung ist die Toplu Konut İdaresi Başkanlığı (TOKİ, deutsch Staatliche Wohnungsbaubehörde) verantwortlich. Die alten Stadien in den Stadtzentren werden durch Bauten am Stadtrand ersetzt. Nach dem Abriss wird der alte Baugrund von der TOKİ verkauft. Das Gelände des Ali Sami Yen Stadyumu von 1964 erzielte einen Preis von 250 Mio. Euro. Das neue Stadion von Galatasaray, das Türk Telekom Stadyumu, kostete mit 120 Mio. Euro nicht mal die Hälfte.
2014 begann zehn Kilometer nördlich des Stadtzentrums der Bau des neuen Stadions. 2016 sollte die neue Spielstätte eröffnet werden. Der Termin wurde aber von 2017 auf 2018 und Anfang 2019 verschoben. Im November 2019 wurde als Termin Anfang bis Mitte 2020 angegeben. Das Stadion sollte nach der Vorstellung des Bauprojekts 2015 eröffnet werden. Dies wurde aber bald verworfen, da der Bau erst im Jahr zuvor begonnen wurde. Mitte 2015 war der Bau geschätzt zu 25 Prozent ausgeführt. Es waren 250 Arbeiter auf der Baustelle tätig, die Zahl sollte auf 450 bis 500 verdoppelt werden. Bis Ende 2016 waren der Hauptteil der Betonarbeiten und der Kompressionsring für die Seilnetzkonstruktion des Daches vorhanden, aber nicht fertiggestellt. 2017 gab es kaum Fortschritte auf der Baustelle, obwohl die Eröffnung zur Saison 2017/18 und dann für 2018 versprochen wurde. Im Oktober 2018 lag der Baufortschritt bei 90 Prozent. Fast das ganze Jahr wurde für die Errichtung des Daches und der Fassade aufgewendet. Dies steht den Erklärungen entgegen, dass rund um die Uhr auf der Baustelle gearbeitet werde. Die AKP-Politikerin Jülide Sarıeroğlu versprach den Fans der beiden Fußballclubs, dass sie Anfang 2019 das Stadion betreten könnten, aber auch diese Frist verstrich. Im Januar 2019 war der Grad der Fertigstellung bei 97 Prozent, obwohl bis auf das Dach und die Fassade keine wesentlichen Arbeiten ausgeführt wurden. Mustafa Karslıoğlu von der Adana Public Contractors Association versicherte zu diesem Zeitpunkt der Gemeinde, dass es nur noch zwei weitere Monate Verzögerungen geben werde, die angeblich aufgrund der langen Importzeiten der Baumaterialien für Dach und Fassade entstehen würden. Im November 2019 waren die Betonarbeiten sowie das Dach und die netzartige Fassade abgeschlossen, doch fehlte fast jegliche Ausstattung des Stadions. Die Politikerin Müzeyyen Şevkin der CHP sprach das Thema sogar im türkischen Parlament an, doch die zuständigen Stellen gaben keine Antwort. Es ranken sich sogar (eher scherzhafte) Verschwörungstheorien um die Verzögerungen. So soll es eine Bestrafung der regierenden AKP für die fehlende Unterstützung bei den Kommunalwahlen sein. Oder dass große Projekte in Adana nie wie geplant laufen. Oder dass jemand wollte, dass Adanaspor und Adana Demirspor erst absteigen sollten, bevor das Stadion eröffnet wird. Die wirklichen Gründe liegen eher an wirtschaftlichen und bürokratischen Faktoren. Das Bauprojekt wurde zum Teil mit Baumaterialien und Spezialisten aus dem Ausland bestritten, während die türkische Lira stark an Wert verlor. An der Errichtung ist mehr als eine Einheit beschäftigt. Der Bau begann unter der TOKİ, mittlerweile ist das Ministerium für Jugend und Sport dafür verantwortlich. Das Ministerium sollte für Ausschreibungen für die fehlende Ausstattung wie das Spielfeld, Sitze, Flutlicht, Beschallungsanlage sowie Landschaftsgestaltung sorgen. Die Gewinner sollten innerhalb von 100 Tagen liefern. Dies hätte eine Eröffnung Anfang bis Mitte 2020 bedeutet.
Im März 2020 wurde mit der Installation der Kunststoffsitze begonnen. Die Sitze auf dem Unterrang sind mosaikartig in Rot und Weiß gehalten. Auf dem Oberrang stellen rote Sitze Flammen auf weißem Grund dar. Da zwei Clubs das Stadion nutzen, werden die Vereinsfarben der konkurrierenden Vereine, Orange und Blau, nicht verwendet. Mitte Juli 2020 wurde mit der Installation des Spielfeldes aus Hybridrasen begonnen. Zuerst wurden die Kunstrasenfasern in den Boden gesetzt, mit einer dünnen Erdschicht bedeckt und darauf der Rasen gesät. Unter der Rasendecke befindet sich eine Rasenheizung. Es ist aber trotzdem unwahrscheinlich, dass das Yeni Adana Stadyumu zum Saisonstart 2020/21 fertig wird. Der dritte Vertrag Ende 2019 gab den Auftragnehmern 100 Tage Zeit zur Auslieferung der Ausstattung. Ende Juli des Jahres fehlte immer noch eine große Zahl an Sitzen auf den Rängen. Zum voraussichtlich im September 2020 stattfindenden Start in die Spielzeit wird die Fußballarena in den verbleibenden sechs bis acht Wochen nicht fertiggestellt werden können.
Mit fünf Jahren Verspätung konnte Ende Februar 2021 die Fertigstellung gemeldet werden. Es war als Eröffnungspartie das Stadtderby am 14. Februar zwischen Adanaspor und Adana Demirspor (2:2) geplant. Zu diesem Zeitpunkt konnte noch nicht in der neuen Fußballarena gespielt werden, da letzte Mängel beseitigt werden mussten. Es musste im alten 5 Ocak Fatih Terim Stadı ausgetragen werden. Auf dem Gelände der alten Spielstätte sollten zunächst ein Einkaufszentrum oder Wohnsiedlungen gebaut werden. Auf Druck der Anwohner wird dort eine Parkanlage entstehen. Am 19. Februar konnte das neue Stadion von Adana mit dem Spiel Adana Demirspor gegen Altay İzmir (1:2) eingeweiht werden. Dabei erzielte der portugiesische Stürmer Marco Paixão für die Gäste das erste Tor im Yeni Adana Stadyumu.